# Mohammed Shia' Al Sudani
Mohammed Shia' Al Sudani (arabiska: محمد شياع السوداني), född 4 mars 1970, är en irakisk politiker och Iraks premiärminister sedan den 27 oktober 2022. Han var mellan 2010 och 2014 minister för mänskliga rättigheter under premiärminister Nouri al-Maliki och guvernör i Maysan-provinsen mellan 2009 och 2010.
Al-Sudani är en av Iraks mest inflytelserika politiker, efter att han kom till makten 2022 har Irak genomgått en grad av liberalisering och modernisering med hjälp av investeringar från Gulfstaterna främst Förenade arabemiraten, Saudiarabien och Qatar. Trots al-Sudanis nära band med Iran har han lyckats skapa goda relationer med Gulfstaterna.
I juli 2023 hotade Al-Sudani att bryta de diplomatiska förbindelserna med Sverige om fler koranbränningar tillåts i Sverige.

## Privatliv
Al-Sudani föddes 1970 i en shiamuslimsk familj i Bagdad. Han är gift och har fyra söner. Al-Sudani har en kandidatexamen från Bagdads universitet i jordbruksteknik och en magisterexamen i projektledning. Vid 10 års ålder såg han sin far och fem andra familjemedlemmar avrättas för medlemskap i det islamiska Dawa-partiet.
Efter invasionen av Irak av USA och dess allierade 2003, arbetade Sudani som en samordnare mellan Maysanprovinsens administration och CPA. 2004 utsågs Sudani till borgmästare i Amarah City, 2005 valdes han till medlem av Maysan-provinsens råd. Han omvaldes 2009 och utnämndes till guvernör av rådet.